# Kulmer Steig

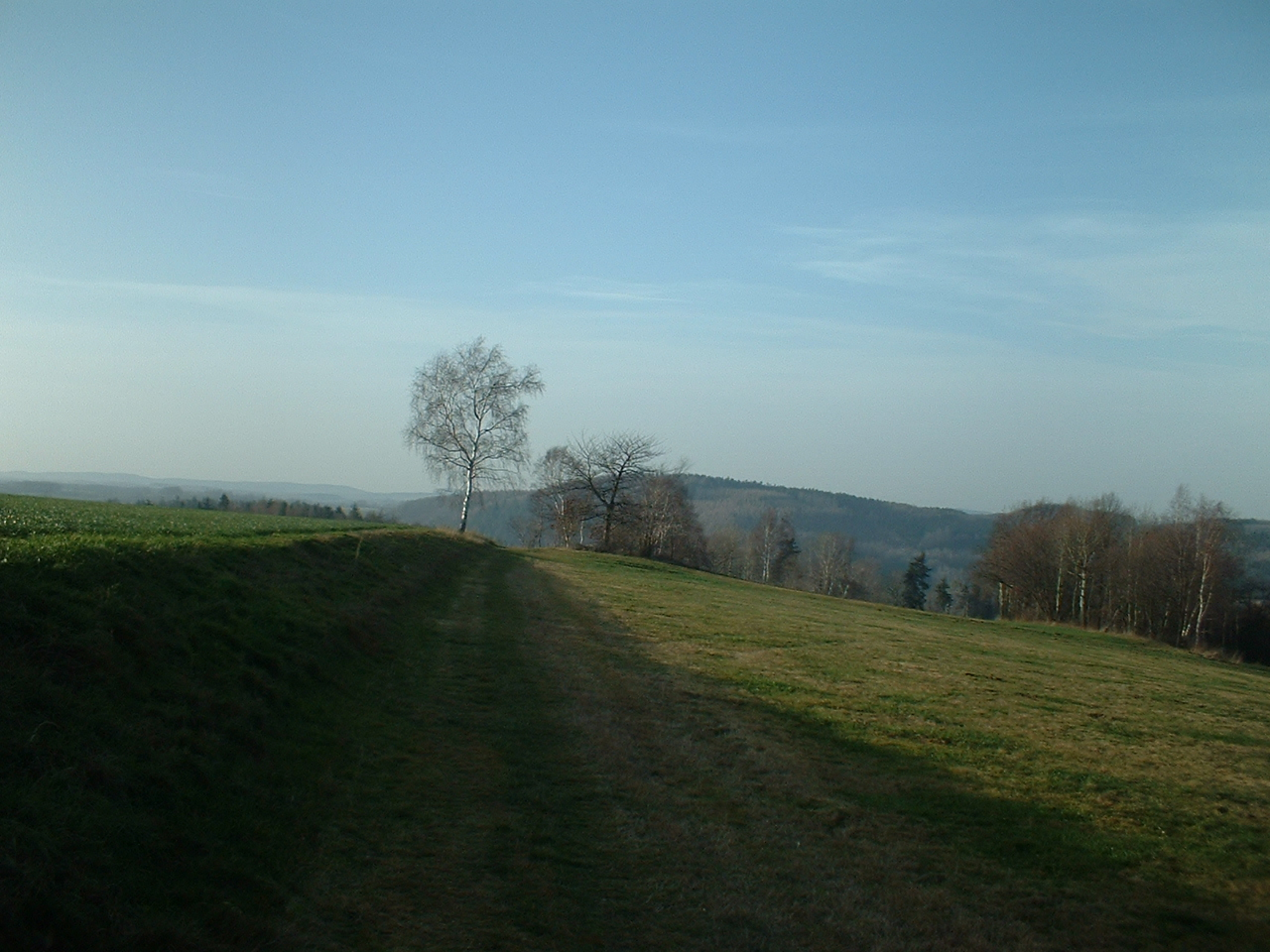
Kulmer Steig bei Bad Gottleuba

Der Kulmer Steig ist ein Synonym für Verkehrsverbindungen aus dem Elbtal über das östliche Osterzgebirge ins böhmische Kulm. Er ist ein Altstraßensystem teilweise verfallener und unbefestigter historischer Verkehrswege. Aufgrund archäologischer Funde lassen sich diese historischen Fernwege noch heute bestimmen. Die Wege führen allesamt aus dem Elbtal zwischen Dresden und Pirna nach Süden und queren als Erzgebirgspässe das Osterzgebirge auf sächsischer Seite zwischen Fürstenwalde im Westen und Oelsen im Osten. Die offensichtlich günstigsten Übergänge finden sich bei Müglitz (Mohelnice) und von dort weiter über Ebersdorf (Habartice) und den Geiersberg sowie bei Schönwald (Krásný Les) und weiter über den Nollendorfer Pass nach Kulm. Der Kulmer Steig verdankte seine Verkehrsgunst der mit 30 km auf eine Tagesstrecke begrenzten reinen Wildlandpassage.
Teilweise gibt es auch Überschneidungen mit dem Alten Königsweg (Via Regia) von Köln nach Krakau bzw. Berlin nach Prag sowie der Salzstraße von Halle nach Prag.

## Streckenverlauf des Kulmer Steigs
Bei flüchtiger Betrachtung der geografischen Verhältnisse verwundert es zunächst, dass von Dresden aus nicht die direkte südliche Route über das Erzgebirge oder aber der ufernahe Weg entlang der Elbe bis nach Böhmen genutzt wurden.

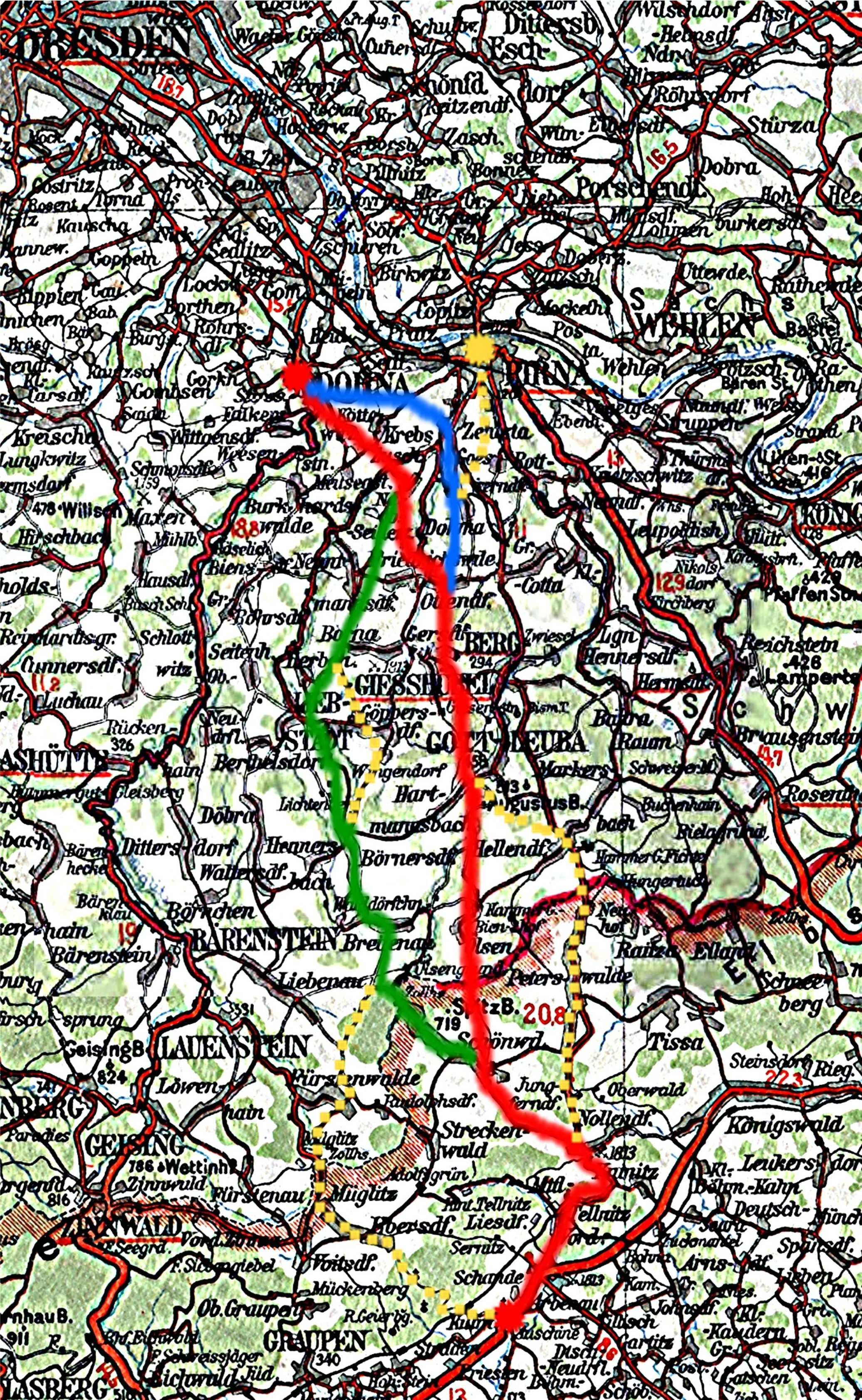
Altstraßensystem des Kulmer Steigs: Haupttrasse (rot), östliche Trasse (blau), westliche Trasse (grün), Nebenzweige (gelb)

Beide Wege weisen erhebliche Nachteile auf. Die von Dresden aus über die Freitaler Höhen verlaufende südliche Trasse quert das Erzgebirge bei Zinnwald in einer Höhe von immerhin 850 m ü. NN (Cínovec). Die Anstiege und der Abstieg auf böhmischer Seite sind zum Teil sehr steil und die klimatischen Bedingungen, insbesondere im Winter, sind eher ungünstig, wie noch heute die Nutzer der B 170 im Raum Altenberg/Zinnwald jeden Winter erfahren müssen. Der elbnahe Uferweg hingegen führt durch eine canyonartige Schlucht in der Böhmischen Schweiz, wodurch er unter Berücksichtigung von Sicherheitserwägungen der Handelsreisenden als eher unsicher galt, zumal die nur wenig besiedelte Region auch nur wenig Schutz bot. Die Burgen in der Sächsischen und der Böhmischen Schweiz, insbesondere nach der Verarmung der adligen Besitzer im 15. Jahrhundert, dienten wohl außerdem eher dem Raubrittertum als dem Schutz der Handelswege.
Die Nutzung des östlichen Osterzgebirges bietet trotz eines Umweges nur mäßige Steigungen und günstigere klimatische Bedingungen. Der Kamm selbst erreicht nur etwa 700 m ü. NN (Nollendorfer Pass).
Dohna bildete einen hervorragend geschützten Eingang in das Müglitztal mit den Burganlagen auf dem Robisch bzw. der Reichsburg auf dem Schlossberg gegenüber und ermöglichte so einen sicheren Zugang zur Querung des unteren Osterzgebirges. Von hier aus ergaben sich mehrere verschiedene Wegebahnen:
- Östliche Trasse: Zehista – Dohma – Ottendorf – Gersdorf – Gottleuba – Oelsen – Schönwald – Nollendorf – Kulm
- Haupttrasse: Köttewitz – Meusegast – Niederseidewitz – Ottendorf – Gersdorf – Gottleuba – Oelsen – Schönwald – Nollendorf – Kulm
- Westliche Trasse: Köttewitz – Meusegast – Niederseidewitz – Nentmannsdorf – Herbergen – Liebstadt – Börnersdorf – Breitenau – Schönwald – Nollendorf – Kulm

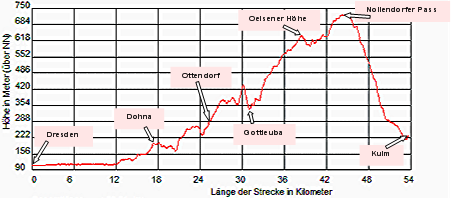
Höhenprofil des Kulmer Steigs (Haupttrasse)

Aber auch Pirna bot mit seiner Elbfurt einen guten Einstieg in diesen Gebirgsübergang, insbesondere im späten Mittelalter nach der Dohnaischen Fehde, als Dohna seine Stellung an Pirna verlor. Wobei dieser Zugang wahrscheinlich nicht über Zehista, sondern etwas östlicher über die Hochebene am Kohlberg verlief und dann aber ebenfalls Dohma erreichte und im Weiteren der östlichen Trasse folgte.
Neben diesen Hauptadern gab es eine Vielzahl von Nebenwegen, so z. B.
- von Breitenau über Fürstenwalde, Müglitz, Ebersdorf nach Kulm,
- von Herbergen über Göppersdorf nach Börnersdorf oder
- von Gottleuba über Hellendorf, Peterswald nach Nollendorf.

Diese Verkehrskorridore wurden mit dem Aufkommen des modernen Verkehrs ausgebaut. So entstanden u. a. die Alte und die Neue Dresden Teplitzer Poststraße. Aber auch die heutigen Straßen nutzen diese Korridore, so z. B. die Bundesautobahn 17.

## Zeitliche Einordnung
Einzelne der oben skizzierten Wegebahnen können schon für die Vorzeit rekonstruiert werden. Dies belegen u. a. archäologische Funde (Keramiken; Münzen, sogar aus römischer Zeit; Werkzeuge, Waffen) aus der Bronze- (ca. 1800–750 v. Chr.) und Eisenzeit (ca. 750 v. Chr. bis Chr. Geburt). Selbst einige wenige Funde aus dem Neolithikum (Steinzeit ca. 4500–1800 v. Chr.) lassen statistisch signifikante Zusammenhänge mit den oben beschriebenen Trassen des Kulmer Steigs erkennen.
Im Mittelalter diente die Trasse als Handels- und Heerweg. Der Überlieferung nach diente der Kulmer Steig bereits 805 und 856 Heerzügen nach Böhmen. Nachweislich fassbar ist dies jedoch erst für 1040 möglich, als Markgraf Ekkehard II. von Meißen mit dem sächsischen Heer und einer Streitmacht des Erzbischofs Bardo von Mainz nach Böhmen zog und so in die Auseinandersetzung von Heinrich III. und Břetislav I. eingriff. Auch die Ostexpansion von Heinrich I. dürfte über diese Trasse erfolgt sein, zumal ihm auch die Gründung der Burg Dohna um 930 zugeschrieben wird (andere Quellen nennen Otto I. um 960 als Gründer; vielleicht liegt hier auch ein Missverständnis bez. der Burganlage auf dem Robisch und der Reichsburg gegenüber auf dem Schlossberg vor). Nachgewiesen ist, dass Heinrich I. 929 die Burg Meißen gründete und im selben Jahr nach Böhmen weiter gezogen ist. Weitere Heerzüge erfolgten von Wiprecht von Groitzsch (1107) und König Lothar III. (1126) über diese Trasse.
Diese Verkehrswege spielten auch in den großen Kriegen des Mittelalters eine bedeutende Rolle. Die Heere im Dreißigjährigen Krieg, im Siebenjährigen Krieg und während der Befreiungskriege von der Napoleonischen Besatzung, insbesondere um das Jahr 1813 nutzten diese Trassen für die Querung des Erzgebirges und brachten der Region regelmäßig Tod, Elend und Verwüstung.
Ab dem 18. Jahrhundert konzentrieren sich die älteren Handelswege also zunehmend auf die Poststraßen (z. B. Alte und Neue Dresden Teplitzer Poststraße) mit ihren Vermessungen und Kennzeichnungen durch Adam Friedrich Zürner seit 1712/13 im Auftrag des sächsischen Kurfürsten August des Starken. Durch den Poststraßenbau im 18. Jahrhundert und dem modernen Straßenbau seit dem frühen 19. Jahrhundert verschwanden die Altstraßensysteme im Sinne von Hohlwegen, wie sie jahrhundertelang durch schwere Fuhrwerke geprägt worden sind.
Spätestens im 19./20. Jahrhundert entsteht das heutige Straßennetz. Dieses orientiert sich, wie bereits weiter oben erwähnt, an den beschriebenen Trassen des Kulmer Steigs (z. B. Staatsstraße 173 von Pirna zum Grenzübergang Bahratal; Kreisstraße 8760 von Pirna nach Herbergen; Kreisstraße 8770 von Dohna über Köttewitz ins Seidewitztal; Staatsstraße 176 von Pirna durch das Seidewitztal nach Liebstadt und weiter nach Börnersdorf und Breitenau und natürlich die Bundesautobahn 17, die parallel zur Alten Dresden Teplitzer Poststraße verläuft usw.).